# Catherine Van Eylen
Catherine Frederique Renata Van Eylen (Leuven, 12 juni, 1971) is een Vlaams sportanker bij de VRT. Daar presenteert ze sinds 2005 in Het Journaal de sportrubriek.
Van Eylen is van opleiding licentiaat in de Germaanse filologie. Reeds in haar studietijd presenteerde ze op Radio Donna de programma's Donna Serra en de hitlijst Primadonna de Luxe. Na haar studie werd Van Eylen omroepster bij FilmNet. Na een kort intermezzo bij VTM, waar ze nieuwslezer was van het ontbijtjournaal, keerde ze in 1998 terug naar de VRT.
Catherine Van Eylen ging op de sportredactie van Radio 1 werken en presenteerde de sportprogramma's en Radio Tour, het omkaderingsprogramma rond de Ronde van Frankrijk. Ze was tevens betrokken bij de oprichting van Sporza in 2004 en presenteert er sindsdien, afgewisseld met Tom Coninx, de sportprogramma's. Voor Canvas verzorgde ze tot 2005 de inleidingen van het programma Histories, een reeks van historische documentaires.
Van Eylen is gehuwd met Wouter Vandenhaute, oprichter en gedelegeerd bestuurder van productiehuis Woestijnvis.
In 2020 werd ze De Slimste Mens ter Wereld op VIER. Ze won in de finale van Ella Leyers met 47 seconden.
In 2021 werd ze presentatrice van Sportweekend.
Samen met haar man was ze bestuurder van een vennootschap die diensten levert aan de sportclub Anderlecht en daarvoor jaarlijks een half miljoen euro aan de club factureert. Het leidde tot kritiek, omdat ze als sportanker regelmatig over diezelfde club nieuws presenteerde. Het leidde uiteindelijk tot haar vertrek uit de vennootschap.